# Swartzia mexicana
Swartzia mexicana là một loài thực vật có hoa trong họ Đậu. Loài này được M. Sousa & R. Grether mô tả khoa học đầu tiên năm 2002.